# Élection présidentielle américaine de 1956 dans le Vermont
L'élection présidentielle américaine de 1956 dans le Vermont a lieu le 6 novembre 1956 comme dans les 47 autres États qui composent alors les États-Unis. Les électeurs vermontois choisissent des grands électeurs pour les représenter dans le collège électoral à travers un vote populaire. Le Vermont dispose en 1956 de 3 grands électeurs. L'État donne l'ensemble de ses grands électeurs au candidat du Parti républicain, le président des États-Unis sortant Dwight D. Eisenhower. 
Le candidat vainqueur de ce scrutin dans tout le pays sera également Eisenhower, qui débutera un second mandat à la présidence des États-Unis le 20 janvier 1957 et restera en fonctions jusqu'au 20 janvier 1961, date à laquelle John Fitzgerald Kennedy lui succédera. 